# 周祥初
周祥初（1896年—1974年8月16日），名玉麟，男，甘肃渭源人，中华民国中将军长，中华人民共和国政治人物，曾任甘肃省政协副主席。